# Michel Orrit

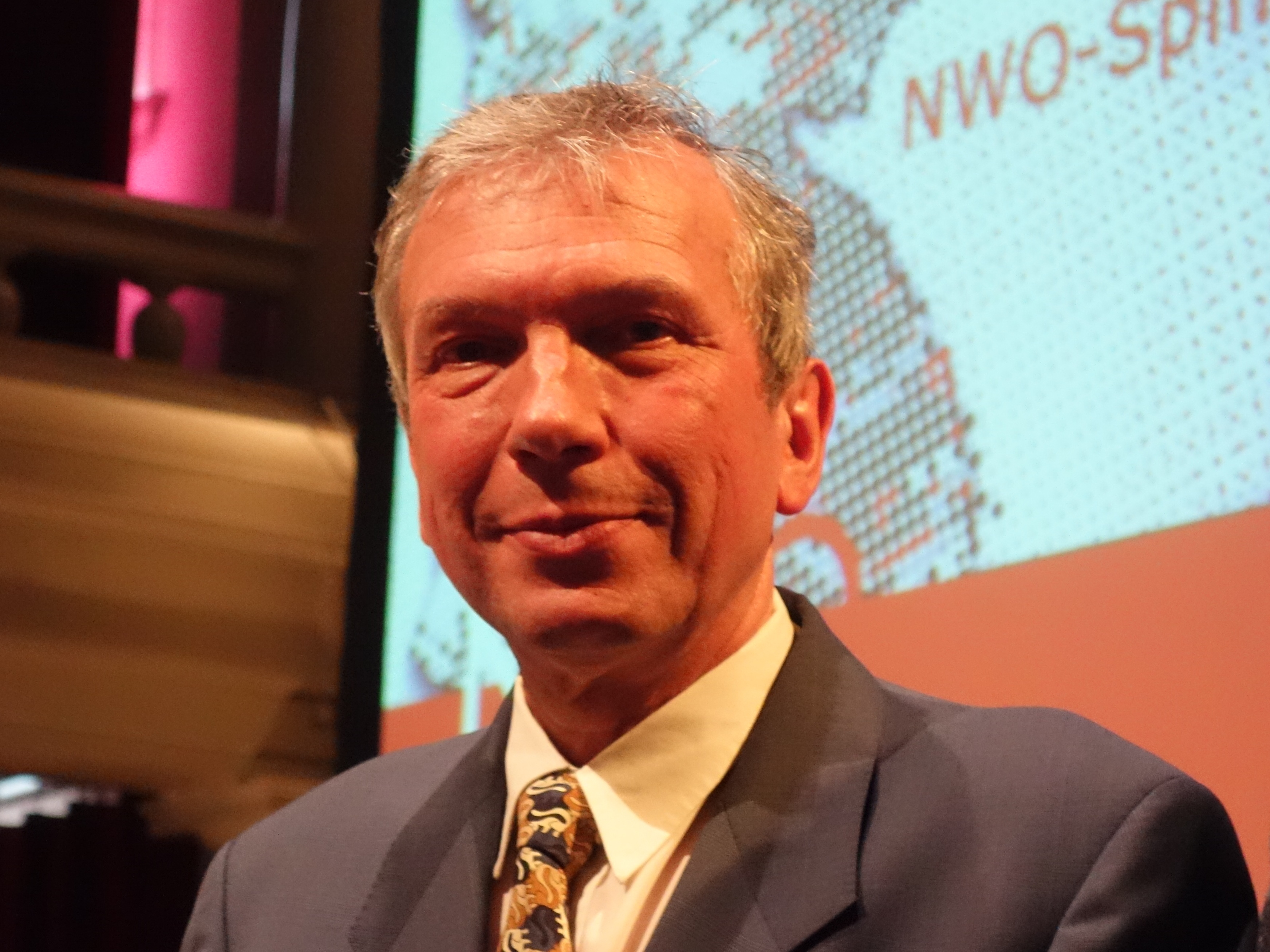
Michèl Orrit (2017)

Michel Orrit (* 27. Februar 1956 in Toulouse) ist ein französischer Physiker im Bereich der Nanotechnologie. Er ist neben William Moerner einer der Pioniere der Einzelmolekülspektroskopie. 1990 gelang ihm der Fluoreszenznachweis einzelner Farbstoffmoleküle. Moerner hatte im Jahr zuvor den Nachweis einzelner Moleküle in der Absorption veröffentlicht.
Orrit wurde an der Universität Bordeaux promoviert und war 1985 im Rahmen eines Humboldt-Stipendiums als Postdoc in Göttingen. Dort arbeitete er zusammen mit Hans Kuhn and Dietmar Möbius an farbstoffdotierten Langmuir-Blodgett-Schichten. Zurück in Bordeaux nutzte er spektrales Lochbrennen um die Tieftemperaturdynamik und molekulare Orientierung in ultradünnen molekularen Filmen zu untersuchen. 2001 wechselte er von Bordeaux an die Universität Leiden.
Orrit forscht im Bereich der Einzelmoleküle, Photophysik, Polymere, Raman-Spektroskopie und unterkühlte Flüssigkeiten. Er ist an der Universität Leiden Professor und leitet die Single-Molecule Optics group.
Im Jahre 1990 machte Orrit, zusammen mit seinem Kollegen Jacky Bernard, einen entscheidenden Schritt zur Etablierung der Einzelmoleküldetektion: Er untersuchte einzelne, fluoreszierende Pentacenmoleküle bei tiefen Temperaturen und bestrahlte diese mit spektral-schmalbandigem Laserlicht. Mit Hilfe eines optischen Langpassfilters trennte er das Anregungslicht und die entstandene Fluoreszenz.
2010 wurde er zum Mitglied der Academia Europaea gewählt. 2018 wurde er Mitglied der Königlich Niederländischen Akademie der Wissenschaften.

## Auszeichnungen
- 1998 Hans-Sigrist-Preis der Universität Bern[5]
- 1985 Humboldt-Stipendium für einen Forschungsaufenthalt in Göttingen
- 1985 Hughes Preis der französischen Académie des sciences
- 1998 Prix Langevin der französischen Académie des sciences
- 2000 Gay-Lussac-Humboldt-Preis
- 2007 Bonhoeffer-Medaille des Max-Planck-Instituts für biophysikalische Chemie, Göttingen, Deutschland
- 2008 ERC Advanced Grant
- 2010 Harkins Lecturer, Chicago, USA
- 2016 Edison-Volta-Preis grundlegende Beiträge zur Optik, zur Einzelmolekülspektroskopie (erste Entdeckung einzelner Moleküle mit Fluoreszenz und erster optischer Nachweis magnetischer Resonanz eines einzelnen Moleküls) und für Pionieruntersuchungen im Photoblinken und Photobleich-Verhalten einzelner Moleküle im Zentrum vieler aktueller optischer Experimente mit sehr hoher Auflösung (Laudatio)[6]
- 2017 Spinoza-Preis[7]
- 2018 Honorarprofessor der Staatlichen Pädagogischen Universität Moskau[8][9]